# Campionati italiani assoluti di scherma del 1965
I Campionati italiani assoluti di scherma del 1965 sono stati organizzati dalla Federazione Italiana Scherma.
Nel fioretto, si sono aggiudicati i titoli dei campionati italiani Pasquale La Ragione, alla sua prima affermazione, e Antonella Ragno, campionessa italiana per la quinta volta.
Il titolo della spada è andato a Giovanni Battista Breda, prima volta sul gradino più alto del podio.
Nella sciabola Pierluigi Chicca ha vinto il suo terzo titolo dopo quelli del 1958 e 1960.
Nei campionati italiani a squadre maschili il Circolo Scherma Fides ha vinto il quinto titolo nel fioretto, mentre il Club Scherma Torino ha vinto sia nella spada (3º titolo) che nella sciabola (5º titolo).
Il campionato italiano di fioretto a squadre femminile è andato per la quinta volta al Club Scherma Torino.

## Podi

### Uomini
| Specialità  | Oro                     | Argento        | Bronzo           |
| Individuali |                         |                |                  |
| Fioretto    | Pasquale La Ragione     | -              | -                |
| Spada       | Giovanni Battista Breda | -              | -                |
| Sciabola    | Pierluigi Chicca        | Rolando Rigoli | Cesare Salvadori |
| A squadre   |                         |                |                  |
| Fioretto    | Circolo Scherma Fides - | -              | -                |
| Spada       | Club Scherma Torino -   | -              | -                |
| Sciabola    | Club Scherma Torino -   | -              | -                |

### Donne
| Specialità  | Oro                                                            | Argento          | Bronzo             |
| Individuali |                                                                |                  |                    |
| Fioretto    | Antonella Ragno                                                | Bruna Colombetti | Vannetta Masciotta |
| A squadre   |                                                                |                  |                    |
| Fioretto    | Club Scherma Torino Vannetta Masciotta Marina Oggero Padrini - | -                | -                  |